# Dominika Sobolska
Dominika Sobolska (Menen, 3 december 1991) is een Belgische volleybalster met Poolse roots. Ze speelt als middenaanvalster. 

## Levensloop
Sobolska groeide op in Roeselare, alwaar ze actief werd in het volleybal bij Bevo Roeselare. Later kwam ze uit voor Volley De Haan. Na haar studies aan de Topsportschool Vilvoorde (waar ze in haar zesde jaar het unicum meemaakte dat TSV Vilvoorde in eredivisie aantrad) ging ze aan de slag bij het Poolse Gwardia Wrocław. Vervolgens maakte ze in 2012 de overstap naar KPS Chemik Police, waarmee ze in seizoen 2013-'14 zowel landskampioen als bekerwinnaar werd.
Na een seizoen MKS Dąbrowa Górnicza ging ze aan de slag bij het Italiaanse Metalleghe Montichiari. Het daaropvolgende seizoen (2016-'17) keerde ze terug naar de Poolse competitie, alwaar ze opnieuw aansloot bij MKS Dąbrowa Górnicza Vervolgens was ze aan de slag bij BKS Bielsko-Biała., de Turkse clubs Çanakkale Belediyespor en Aydin Büyükşehir Belediye, het Italiaanse Lardini Filottrano en het Roemeense CSM Târgoviște. Met deze club werd ze in 2020-'21 voor de tweede keer landskampioen. Hierop aansluitend verdedigde Sobolska de kleuren van het Turkse Nilüfer Belediyespor en het Poolse Grot Budowlani Łódź. Sinds 2023 is ze aan de slag bij het Italiaanse Uyba Volley Busto Arsizio.
Daarnaast maakte Sobolska deel uit van het Belgisch volleybalteam.
Haar vader (Tomasz), zus Marta en echtgenoot Vyachetslav Tarasov zijn/waren eveneens actief in het volleybal.